# Filmfestivalen i Berlin 2016
Filmfestivalen i Berlin 2016 (tyska: 66. Internationalen Filmfestspiele Berlin) var den 66:e officiella upplagan av filmfestivalen i Berlin. Den gick av stapeln från 11 till 21 februari 2016 i Berlin, Tyskland. Den amerikanska skådespelerskan Meryl Streep var ordförande för tävlingsjuryn. Öppningsfilm var Hail, Caesar! av de amerikanska regissörerna Joel och Ethan Coen. Guldbjörnen gick till den italienska filmen Fuocoammare i regi av Gianfranco Rosi.

## Huvudtävlan
Följande filmer valdes ut till huvudtävlan:
| Svensk titel | Ursprungstitel            | Regissör             | Produktionsland                        |
| ------------ | ------------------------- | -------------------- | -------------------------------------- |
|              | Inhebbek Hedi             | Mohamed Ben Attia    | Tunisien, Belgien och Frankrike        |
|              | 24 Wochen                 | Anne Zohra Berrached | Tyskland                               |
|              | Boris sans Béatrice       | Denis Côté           | Kanada                                 |
|              | Hele sa hiwagang hapis    | Lav Diaz             | Filippinerna och Singapore             |
|              | Cartas da guerra          | Ivo M. Ferreira      | Portugal                               |
|              | Zero days                 | Alex Gibney          | Förenta staterna                       |
|              | Genius                    | Michael Grandage     | Storbritannien och Förenta staterna    |
|              | Ejhdeha vared mishavad!   | Mani Haghighi        | Iran                                   |
|              | L'Avenir                  | Mia Hansen-Løve      | Frankrike och Tyskland                 |
|              | Midnight special          | Jeff Nichols         | Förenta staterna                       |
|              | Alone in Berlin           | Vincent Pérez        | Tyskland, Frankrike och Storbritannien |
|              | Soy Nero                  | Rafi Pitts           | Tyskland, Frankrike och Mexiko         |
|              | Fuocoammare               | Gianfranco Rosi      | Italien och Frankrike                  |
|              | Mort à Sarajevo           | Danis Tanović        | Frankrike och Bosnien och Hercegovina  |
|              | Quand on a 17 ans         | André Téchiné        | Frankrike                              |
| Kollektivet  | Kollektivet               | Thomas Vinterberg    | Danmark, Sverige och Nederländerna     |
|              | Zjednoczone stany miłosci | Tomasz Wasilewski    | Polen och Sverige                      |
|              | Chang jiang tu            | Yang Chao            | Kina                                   |

## Utom tävlan
Följande filmer uttogs till att visas utom tävlan:
| Svensk titel  | Ursprungstitel                   | Regissör            | Produktionsland       |
| ------------- | -------------------------------- | ------------------- | --------------------- |
| Hail, Caesar! | Hail, Caesar!                    | Joel och Ethan Coen | Förenta staterna      |
|               | Saint-Amour                      | Benoît Delépine     | Frankrike och Belgien |
|               | Chi-Raq                          | Spike Lee           | Förenta staterna      |
|               | Des nouvelles de la planète Mars | Dominik Moll        | Frankrike och Belgien |
|               | Mahana                           | Lee Tamahori        | Nya Zeeland           |

## Berlinale special
Följande filmer valdes till Berlinale special-avdelningen:
| Svensk titel          | Ursprungstitel                                              | Regissör                                                        | Produktionsland            |
| --------------------- | ----------------------------------------------------------- | --------------------------------------------------------------- | -------------------------- |
| Den allvarsamma leken | Den allvarsamma leken                                       | Pernilla August                                                 | Sverige, Danmark och Norge |
|                       | Miles ahead                                                 | Don Cheadle                                                     | Förenta staterna           |
|                       | A quiet passion                                             | Terence Davies                                                  | Storbritannien och Belgien |
|                       | National bird                                               | Sonia Kennebeck                                                 | Förenta staterna           |
|                       | Creepy                                                      | Kiyoshi Kurosawa                                                | Japan                      |
|                       | The seasons in Quincy: four portraits of John Berger        | Colin MacCabe, Christopher Roth, Bartek Dziadosz, Tilda Swinton | Storbritannien             |
|                       | Where to invade next                                        | Michael Moore                                                   | Förenta staterna           |
|                       | The music of strangers: Yo-Yo Ma and the silk road ensemble | Morgan Neville                                                  | Förenta staterna           |

## Jury
Följande satt i juryn för huvudtävlan:
- Meryl Streep, amerikansk skådespelerska, juryordförande
- Lars Eidinger, tysk skådespelare
- Nick James, engelsk filmkritiker och filmkurator
- Brigitte Lacombe, fransk fotograf
- Clive Owen, engelsk skådespelare
- Alba Rohrwacher, italiensk skådespelerska
- Małgorzata Szumowska, polsk filmskapare

## Priser
Huvudtävlan:
- Guldbjörnen – Fuocoammare av Gianfranco Rosi
- Silverbjörnen
  - Juryns stora pris – Smrt u Sarajevu av Danis Tanović
  - Alfred Bauer-priset – Hele sa hiwagang hapis av Lav Diaz
  - Bästa regi – Mia Hansen-Løve för L'Avenir
  - Bästa skådespelerska – Trine Dyrholm i Kollektivet
  - Bästa skådespelare – Majd Mastoura i Inhebbek Hedi
  - Bästa manus – Tomasz Wasilewski för Zjednoczone stany miłosci
  - Bästa tekniska insats – Mark Lee Ping Bin för fotot i Chang jiang tu